# William B. Davis
Pour les articles homonymes, voir William Davis et Davis.
William Bruce Davis, né le 13 janvier 1938 à Toronto, est un acteur canadien. Après des débuts comme acteur, il devient directeur artistique pour le théâtre dans les années 1960 et 1970. Renouant avec le métier d'acteur dans les années 1980 tout en créant sa propre école d'art dramatique à Vancouver, il acquiert la célébrité avec son rôle de l'homme à la cigarette dans la série télévisée X-Files et apparaît par la suite dans plusieurs films et séries de science-fiction ou fantastiques.

## Biographie

### Jeunesse et carrière de directeur artistique
William Bruce Davis est le fils de Bruce et de Carroll Davis, respectivement avocat et psychologue. Son intérêt pour le métier d'acteur s'éveille à l'âge de onze ans lorsque deux de ses cousins créent une petite compagnie théâtrale et font appel à lui pour interpréter des rôles d'enfants. Il prend alors des cours et joue dans des pièces radiophoniques diffusées sur la Société Radio-Canada.
En 1955, il entre à l'université de Toronto pour y étudier la philosophie. Il continue à jouer dans des pièces de théâtre, notamment aux côtés de son condisciple Donald Sutherland, et s'intéresse à la mise en scène, reprenant les rênes de la compagnie théâtrale de ses cousins le temps de ses études universitaires. Il sort diplômé de l'université, avec un BA en philosophie, en 1959.
En 1960, il part pour le Royaume-Uni afin d'étudier à la London Academy of Music and Dramatic Art. Il reste dans ce pays pendant cinq ans, exerçant notamment la fonction de directeur artistique au Dundee Repertory Theatre et d'assistant metteur en scène au Royal National Theatre, sous la houlette de Laurence Olivier. Il revient au Canada en 1965 pour travailler comme directeur artistique à l'école nationale de théâtre du Canada de Montréal. En 1971, il est engagé par l'université Bishop's et crée le festival théâtral de Lennoxville, dont il est le directeur artistique jusqu'en 1977.

### Carrière d'acteur
Il retourne ensuite à Toronto pour enseigner au Humber College (en), où il renoue avec le métier d'acteur en jouant dans plusieurs pièces de théâtre. Il fait aussi ses débuts au cinéma, une courte apparition dans le film Dead Zone (1983). En 1985, il part pour Vancouver afin d'enseigner à la Vancouver Playhouse Acting School. Le secteur audiovisuel de Vancouver est alors en plein développement et Davis obtient des rôles dans plusieurs séries télévisées qui sont tournées dans la région. Il joue ainsi dans des productions télévisées telles que Supercopter, Ça, d’après Stephen King, et MacGyver, ainsi que dans le film Allô maman, ici bébé (1989). En 1989, il fonde sa propre école d'art dramatique, The William Davis Centre for Actors Study où ont notamment étudié Lucy Lawless et Aaron Douglas.
C'est en 1993 que Davis obtient le rôle emblématique de sa carrière, celui de l'homme à la cigarette dans la série X-Files. Il est engagé pour ce rôle dans l'épisode pilote de la série mais n'y a aucune ligne de dialogue et il faut attendre l’épisode Le Retour de Tooms, vingt épisodes et plusieurs mois plus tard, pour l’entendre prononcer ses premiers mots. Il interprète ce rôle de fumeur invétéré et principal antagoniste récurrent de la série alors qu'il a arrêté de fumer depuis vingt ans, et fume pour le tournage des cigarettes aux plantes. Il joue ce rôle, qui le rend célèbre, jusqu'à l'arrêt de la série en 2002, ainsi que dans le film Combattre le futur (1998), et écrit le scénario de l'épisode En ami de la 7e saison.
Après ce rôle, Davis apparaît dans de nombreux films et séries télévisées, principalement dans les genres de la science-fiction et du fantastique, notamment dans les films Les Messagers (2007), Les Passagers (2008) et The Secret (2012) et dans les séries Smallville, Stargate SG-1 et Continuum, dans laquelle il tient un rôle récurrent pendant plusieurs saisons. En 2011, il renoue avec le théâtre en mettant en scène deux pièces à Vancouver. En 2015, le retour de son personnage emblématique dans la 10e saison de X-Files, diffusée en 2016, est confirmé. Il réalise une brève apparition dans la saison 1 (épisodes 2, 4, 7, 9 et 10) de la série Upload.

### Vie privée

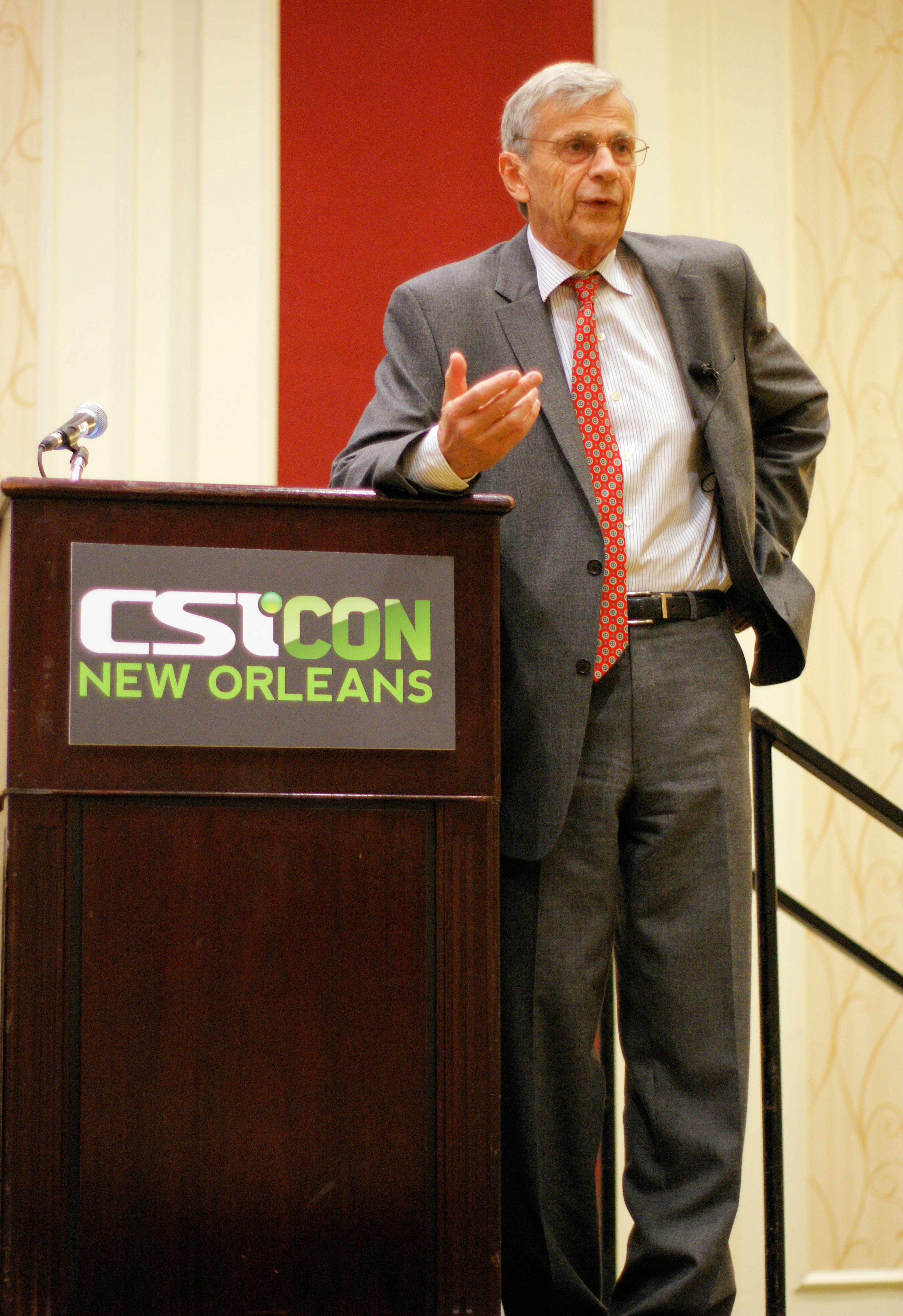
William B. Davis à une conférence pour le Committee for Skeptical Inquiry en 2011.

En 2011, William B. Davis s'est marié avec Emmanuelle Herpin, une française vivant à Hyères. Il a deux filles, Melinda et Rebecca, nées d'un précédent mariage.
Malgré son rôle qui l'a rendu célèbre, il est membre du Committee for Skeptical Inquiry, importante organisation du courant du scepticisme scientifique, et a donné plusieurs conférences pour cette association. Il a aidé pendant deux ans la Canadian Cancer Society (en) à promouvoir la lutte contre le cancer. Il est également actif dans l'organisation écologiste David Suzuki Foundation (en).
Il a longtemps pratiqué le ski nautique à un niveau compétitif et a remporté en 1996 le championnat national de ce sport pour les 55-65 ans.

## Filmographie

### Cinéma
- 1983 : Dead Zone : le conducteur de l'ambulance
- 1985 : Head Office : le doyen de l'université
- 1989 : Allô maman, ici bébé ! : le docteur
- 1991 : L'Arme secrète : le docteur Atkins
- 1996 : Mémoires suspectes : le docteur Smoot
- 1998 : The X-Files, le film : l'homme à la cigarette
- 2001 : Jay et Bob contre-attaquent : l'homme à la cigarette
- 2006 : Sisters de Douglas Buck : Dr. Bryant
- 2007 : Les Messagers : Colby Price
- 2007 : Givré ! : Peter Milbank
- 2008 : Les Passagers : Jack
- 2009 : Possession : le docteur Creane
- 2009 : The Thaw : Ted
- 2009 : Damage : Veltz
- 2012 : The Secret : le shérif Chestnut

### Télévision
- 1987 : Supercopter (série télévisée, 4 épisodes) : Newman, l'officiel de la F.I.R.M.
- 1987 21 Jump Street (série télévisée, saison 1, épisode 12) : Mr. Wiedlin
- 1988 : Captain Power et les soldats du futur (série télévisée, saison 1, épisode 14) : Arvin
- 1990 : Les rescapés de l'Alaska (téléfilm) : Docteur Reynolds
- 1990 : « Il » est revenu (mini-série) : M. Gedreau
- 1991 : MacGyver (série télévisée, saison 6, épisode 20) : le juge
- 1991 : La Malédiction 4 : L'Éveil (téléfilm) : l'avocat
- 1991 : L'As de la crime (série télévisée, saison 1, épisodes 5 et 6) : Don Chesley
- 1993-2002 : X-Files (série télévisée, 37 épisodes) : l'homme à la cigarette
- 1994 : Un cœur pour vivre (téléfilm) : Vern
- 1994 : Dangereuse Rencontre (téléfilm) : Huddleston
- 1995 : Sliders (série télévisée, saison 1, épisode 6) : le professeur Myman
- 1996 : Poltergeist : Les Aventuriers du surnaturel (série télévisée, saison 1, épisode 10) : le docteur Bill Nigel
- 1996 : Au-delà du réel : L'aventure continue (saison 2, épisode 20) : John Wymer
- 2000 : Virus en plein vol (téléfilm) : Ed
- 2001 : FBI : Enquête interdite (téléfilm) : Parish
- 2001 : First Wave (série télévisée, saison 3, épisode 18) : Sagon
- 2001 : Andromeda (série télévisée, saison 2, épisode 4) : le professeur Logitch
- 2002-2003 : Smallville (série télévisée, 2 épisodes) : le maire William 'Billy' Tate
- 2004 : Kingdom Hospital (mini-série) : Dean Swinton
- 2004 : La Clinique du docteur H. (téléfilm) : Alex Myerson
- 2004 : Cultus : Organismes Génétiquement Monstrueux (Snakehead Terror) (téléfilm) : Doc Jenkins
- 2004 : Les Enquêtes de Murdoch (série télévisée, saison 1, épisode 1) : Godfrey Shepcote
- 2006 : Stargate SG-1 (série télévisée, saison 9, épisodes 8 et 11) : Damaris
- 2006 : Supernatural (série télévisée, saison 1, épisode 11) : le professeur d'université
- 2006 : La Dernière Tempête (téléfilm) : le général Killion
- 2006 : Le Secret de Hidden Lake (téléfilm) : le juge Landers
- 2008 : Fear Itself (série télévisée, saison 1, épisode 4) : le père Chris
- 2009 : Caprica (série télévisée, saison 1, épisode 1) : le ministre Chambers
- 2009 : Piégée sur la toile (téléfilm) : le docteur Charles Friedman
- 2010 : Human Target : La Cible (série télévisée, saison 1, épisode 5) : Whitey Doyle
- 2011 : Le Monstre des abîmes (téléfilm) : William Walsh
- 2012 - 2015 : Continuum (série télévisée, 10 épisodes) : Alec Sadler (2077)
- 2013 : Tornades de pierres (téléfilm) : Ben
- 2013 : L'Heure de la peur (série télévisée, saison 3, épisode 24) : Plumberg
- 2016 : X-Files  (série télévisée, saison 10, épisodes 1, 5 et 6) : l'homme à la cigarette
- 2018 : Signed, Sealed, Delivered (série télévisée, saison 02, épisodes 3 et 4): Harper
- 2018: X-Files  (série télévisée, saison 11, épisodes 1, 5 et 10) : l'homme à la cigarette
- 2019 : Les Nouvelles Aventures de Sabrina : Methuselah
- 2020: Upload (série saison 1 épisode 2) : David Choak

## Voix françaises
| - Jacques Brunet dans : - X-Files (série télévisée) - Au-delà du réel : L'aventure continue (série télévisée) - The X-Files, le film - Smallville (série télévisée) - La Chute des Héros (Téléfilm) - Stargate SG-1 (série télévisée) - Les Passagers - Continuum (série télévisée) - The Secret | Et aussi - Frédéric Cerdal dans Human Target : La Cible (série télévisée) |

## Distinctions
Cette section récapitule les principales récompenses et nominations obtenues par William B. Davis. Pour une liste plus complète, se référer à l'Internet Movie Database.

### Nominations
- 1997 : Screen Actors Guild Award de la meilleure distribution pour une série télévisée dramatique pour X-Files
- 1998 : Screen Actors Guild Award de la meilleure distribution pour une série télévisée dramatique pour X-Files
- 1999 : Screen Actors Guild Award de la meilleure distribution pour une série télévisée dramatique pour X-Files